# NAICS
NAICS (ang. North American Industry Classification System, statystyczna klasyfikacja działalności gospodarczych w Ameryce Północnej) – system klasyfikacji działalności powstały w 1997 roku mający zastąpić obowiązujący wówczas Standard Industrial Classification - SIC i ujednolicić klasyfikację dla całej Ameryki Północnej dostosowując go jednocześnie do międzynarodowej klasyfikacji ISIC stworzonej przez ONZ. W praktyce niektóre agencje rządowe USA np. United States Securities and Exchange Commission nadal stosuje system SIC.
System składa się z sześciocyfrowego, pięciopoziomowego kodu, gdzie cztery kody są zgodne z systemami międzynarodowymi (ISIC i NACE), natomiast poziom piąty - odpowiada specyfice gospodarki amerykańskiej.
Klasyfikacja NAICS ewoluuje wraz ze zmianami w gospodarce i w roku 2002 powstała nowa wersja (rewizja) systemu.